# 路易斯·阿比纳德尔
路易斯·鲁道夫·阿比纳德尔·科罗纳（西班牙語：Luis Rodolfo Abinader Corona，發音：[ˈlwis roˈðolfo aβinaˈðeɾ koˈɾona]；1967年7月12日—）是多米尼加共和国经济学家、商人和政治家，曾经参加了2016年大选、2020年大选，并在2020年7月当选为多米尼加总统。他的当选結束了執政的多米尼加解放党16年的統治。